# Réserve nationale de faune de Pointe-au-Père
Vous lisez un « bon article » labellisé en 2012.
La réserve nationale de faune de Pointe-au-Père est l'une des huit réserves nationales de faune du Canada situées au Québec. Cette petite aire de 23 hectares protège un marais à spartines situé dans le secteur de Pointe-au-Père de la ville de Rimouski. En plus du marais, elle inclut un herbier de zostère marine. Malgré sa petite taille, elle est fréquentée par plus de 120 espèces d'oiseaux, dont l'oie des neiges, le garrot d'Islande, le bécasseau minuscule et le grand chevalier. Elle a été créée en 1986 à la suite de pressions d'un groupe de résidents visant à protéger le marais. Elle est administrée par le Service canadien de la faune.

## Géographie

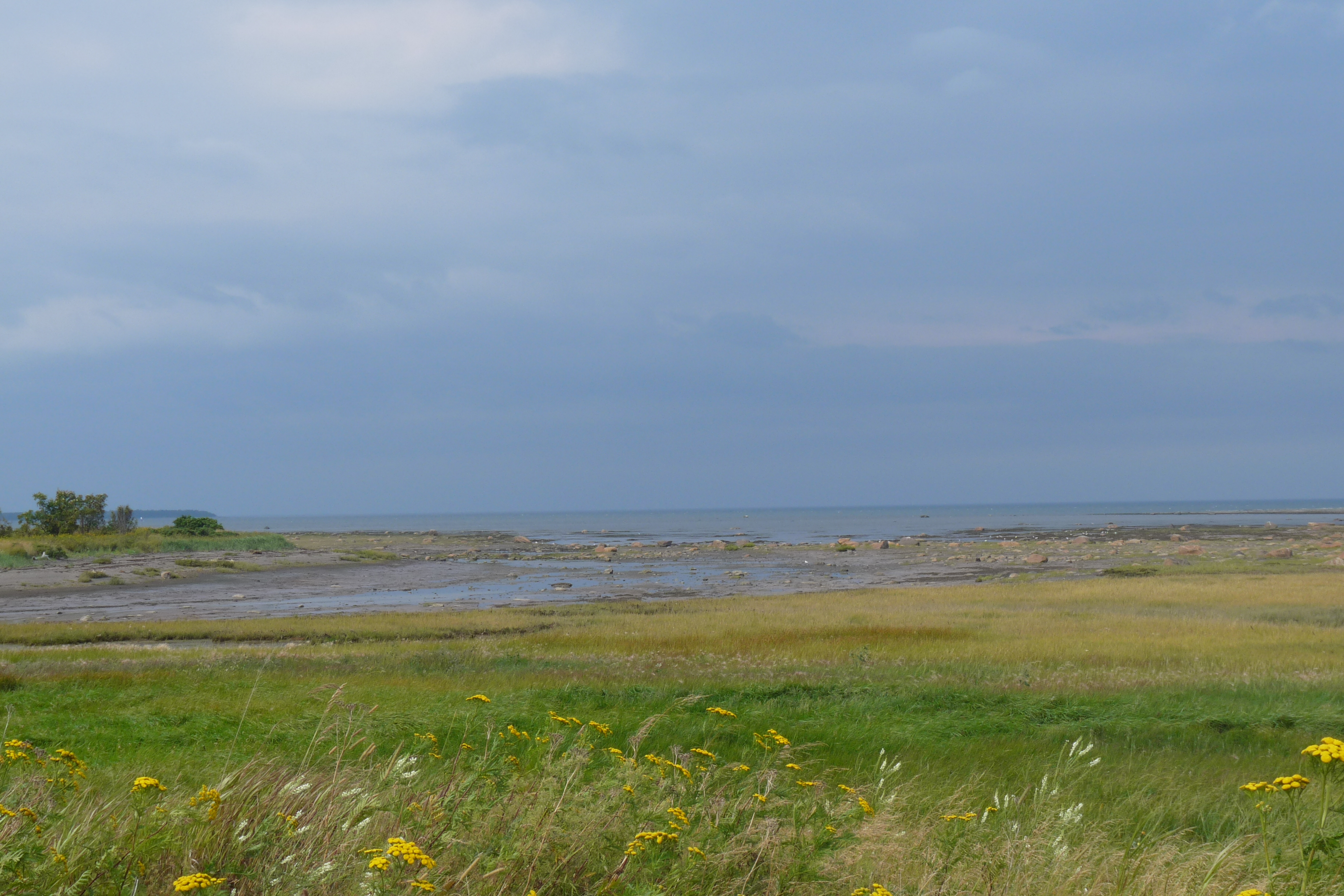
Embouchure de la rivière Sainte-Anne

La réserve nationale de faune a une superficie de 23,7 ha, dont 1,46 ha sont situés en milieu marin. Elle est située à cinq kilomètres à l'est du centre-ville de Rimouski et son territoire se trouve entièrement à l'intérieur de la ville de Rimouski dans le secteur de Pointe-au-Père.
La réserve est traversée d'est en ouest par la rivière Sainte-Anne. Une grande partie de la réserve est un marais à spartines découpé de plusieurs vasières. Ce dernier est protégé du fleuve Saint-Laurent par une pointe rocheuse. Le substrat rocheux de la réserve fait partie de la formation de Trois-Pistoles. Une grande partie du marais est inondée lors des grandes marées du printemps et de l'automne. Cette formation du Cambrien supérieur et de l'Ordovicien inférieur est composée de grès, de conglomérat, de siltstone et d'ardoise.

### Climat
La réserve a un climat de catégorie subpolaire subhumide continental. La température moyenne de Rimouski est de −11,7 °C en janvier et de 18,2 °C en juillet. La ville reçoit en moyenne 642 mm de pluie et 271,7 cm de neige par année. Le territoire connait une période de 262 jours sans gel. Bien qu'en zone continentale, la température est néanmoins influencée par l'estuaire du Saint-Laurent. Au cours de l'été, le littoral a une température de quatre à cinq degrés Celsius inférieurs à l'intérieur des terres. Au cours de l'hiver, l'écart peut parfois être de 10 °C.
| Mois                              | jan.  | fév.  | mars | avril | mai  | juin | jui. | août | sep. | oct. | nov. | déc.  | année |
| --------------------------------- | ----- | ----- | ---- | ----- | ---- | ---- | ---- | ---- | ---- | ---- | ---- | ----- | ----- |
| Température minimale moyenne (°C) | −15,7 | −14,2 | −8,3 | −1,2  | 4,7  | 10,2 | 13,1 | 12,1 | 7,7  | 2,7  | −3,2 | −11,2 | −0,3  |
| Température moyenne (°C)          | −11,7 | −10,1 | −4,2 | 2,7   | 9,7  | 15,4 | 18,2 | 16,9 | 12   | 6,1  | −0,3 | −7,7  | 3,9   |
| Température maximale moyenne (°C) | −7,5  | −6    | −0,2 | 6,6   | 14,6 | 20,7 | 23,2 | 21,7 | 16,2 | 9,5  | 2,5  | −4,1  | 8,1   |
| Précipitations (mm)               | 68,4  | 58,1  | 64,1 | 65,7  | 83,5 | 79,2 | 88,8 | 86   | 80,5 | 84,5 | 73,8 | 82,4  | 915   |
| dont neige (cm)                   | 58,8  | 50,4  | 43,2 | 20    | 1    | 0    | 0    | 0    | 0    | 2,6  | 29,3 | 66,4  | 271,7 |

## Milieu naturel
Selon la Commission de coopération environnementale, le parc est situé dans l'écorégion de niveau III des Appalaches du Nord et des plateaux des Maritimes des forêts septentrionales,. Le cadre écologique canadien inclut la partie intérieure dans l'écorégion des Appalaches. Son climat se caractérise par des étés chauds et des hivers neigeux et froids. Sa végétation est composée d'une forêt mixte dominée par l'érable à sucre, le hêtre à grandes feuilles et le bouleau jaune dans les régions plus élevées et par la pruche du Canada, le pin blanc, le sapin baumier et l'épinette blanche dans les sections plus basse. Finalement, selon le classement du Fonds mondial pour la nature, elle est située dans l'écorégion des forêts de la Nouvelle-Angleterre et de l'Acadie.
La réserve nationale de faune fait partie de la zone importante pour la conservation des oiseaux (ZICO) de Rimouski, pour la concentration de sa population de sauvagines. La ZICO a une superficie de 47,71 km2 et un territoire qui correspond à la côte sud du fleuve Saint-Laurent entre le secteur du Rocher-Blanc en amont et Pointe-au-Père à l'aval. Il comprend la baie de Rimouski, l'île Canuel et l'île Saint-Barnabé. Une caractéristique principale de la ZICO est la présence d'un marais en gradient, unique dans l'est du Québec, ce qui offre une grande variété d'habitats, comme des côtes rocheuses, des vasières, des marais salés, des plages et des herbiers à zostère.

### Flore
Le marais salé qui compose la réserve est peuplé en majorité de spartine étalée (Spartina patens), de spartine pectinée (Spartina pectinata), de fétuque rouge (Festuca rubra) et de carex paléacé (Carex paleacea). On y retrouve aussi d'autres plantes typiques des milieux estuariens comme la gesse maritime (Lathyrus japonicus), la livêche d'Écosse (Ligusticum scoticum), le caquillier édentulé (Cakile edentula) et le glaux maritime (Lysimachia maritima). Dans les régions submergées, la flore est dominée par un herbier de zostère marine (Zostera marina).

### Faune
Il y a 120 espèces d'oiseaux qui fréquentent la réserve. Au printemps, elle sert de halte migratoire pour environ 25 000 oies des neiges (Chen caerulescens). Toujours au printemps, la réserve est fréquentée par environ 150 garrots d'Islande (Bucephala islandica), par 1 000 bécasseaux minuscules et par 250 grands chevaliers (Tringa melanoleuca). Elle est aussi visitée par une population significative de bécassin roux (Limnodromus griseus).
Elle sert de milieu d'alimentation pour le grand héron (Ardea herodias), le bihoreau gris (Nycticorax nycticorax) et la bernache cravant (Branta bernicla). Durant l'été, elle sert de lieu de nidification à une quinzaine d'espèces d'oiseaux dont le canard noir (Anas rubripes), le canard colvert (Anas platyrhynchos), le canard pilet (Anas acuta) et la sarcelle à ailes vertes (Anas carolinensis). On y retrouve aussi le carouge à épaulettes (Agelaius phoeniceus), la bécassine de Wilson (Gallinago delicata) et le bruant des marais (Zonotrichia georgiana).
Au cours de l'automne, elle sert de halte migratoire pour le plongeon catmarin (Gavia stellata), le plongeon huard (Gavia immer), la bernache du Canada (Branta canadensis), le bécasseau sanderling (Calidris alba), le bécasseau semipalmé (Calidris pusilla) et le bécasseau à croupion blanc (Calidris fuscicollis).
Malgré sa petite taille, une dizaine d'espèces de mammifères fréquentent le territoire de la réserve dont le rat musqué (Ondatra zibethicus), la musaraigne cendrée (Sorex cinereus), la souris-sauteuse des champs (Zapus hudsonius) et le campagnol des champs (Microtus pennsylvanicus).

## Histoire
Les premiers efforts pour protéger le marais salé remontent à 1978 lorsqu'un groupe d’ornithologues amateurs remarque les dégâts causés au site naturel par des travaux de remblaiement et le prélèvement de sable. De plus, ces interventions s'ajoutent au problème récurrent de la chasse illégale dans le marais. Ce groupe confie à un de leurs membres, Jean-Pierre Fillion, le mandat de faire connaître ce marais à la population. Tous prennent conscience que l'intégrité écologique du marais, jusque-là assez bien préservée, risque d'être compromise ce qui ne manquerait pas d'avoir un impact négatif sur la présence des oiseaux qui le fréquentent. Le site du marais est depuis longtemps un lieu de rendez-vous des amateurs d'ornithologie de la région qui profitent de la richesse écologique du lieu et de la présence de plusieurs espèces d'oiseaux, un dénombrement effectué à la fin des années 1970 ayant répertorié la présence de 102 espèces d'oiseaux différentes.
Au nom du Regroupement pour la conservation du marais de Pointe-au-Père (qui augure la création du Club des Ornitholoques du Bas-Saint-Laurent), M. Fillion organise des réunions d'information, des expositions de photos et la publication de reportages dans les médias locaux pour mieux faire connaître le marais et son importance écologique aux résidents de la région rimouskoise. Il entreprend aussi des démarches auprès des gouvernements fédéraux, provinciaux et municipaux pour la protection du site. En 1980 il passe la main à Michel Larivée, qui poursuit le travail de sensibilisation. En 1982, alors devenu directeur du Musée de la Mer de Pointe-au-Père, M. Fillion reprend le dossier et en fait un des mandats du Musée en réservant une de ses salles d'exposition à la mise en valeur du marais salé et en offrant des visites avec guide naturaliste pendant la période touristique.
En 1986, le gouvernement canadien crée officiellement la réserve sous le nom de « Réserve nationale de faune de Pointe-au-Père ».

## Administration et tourisme

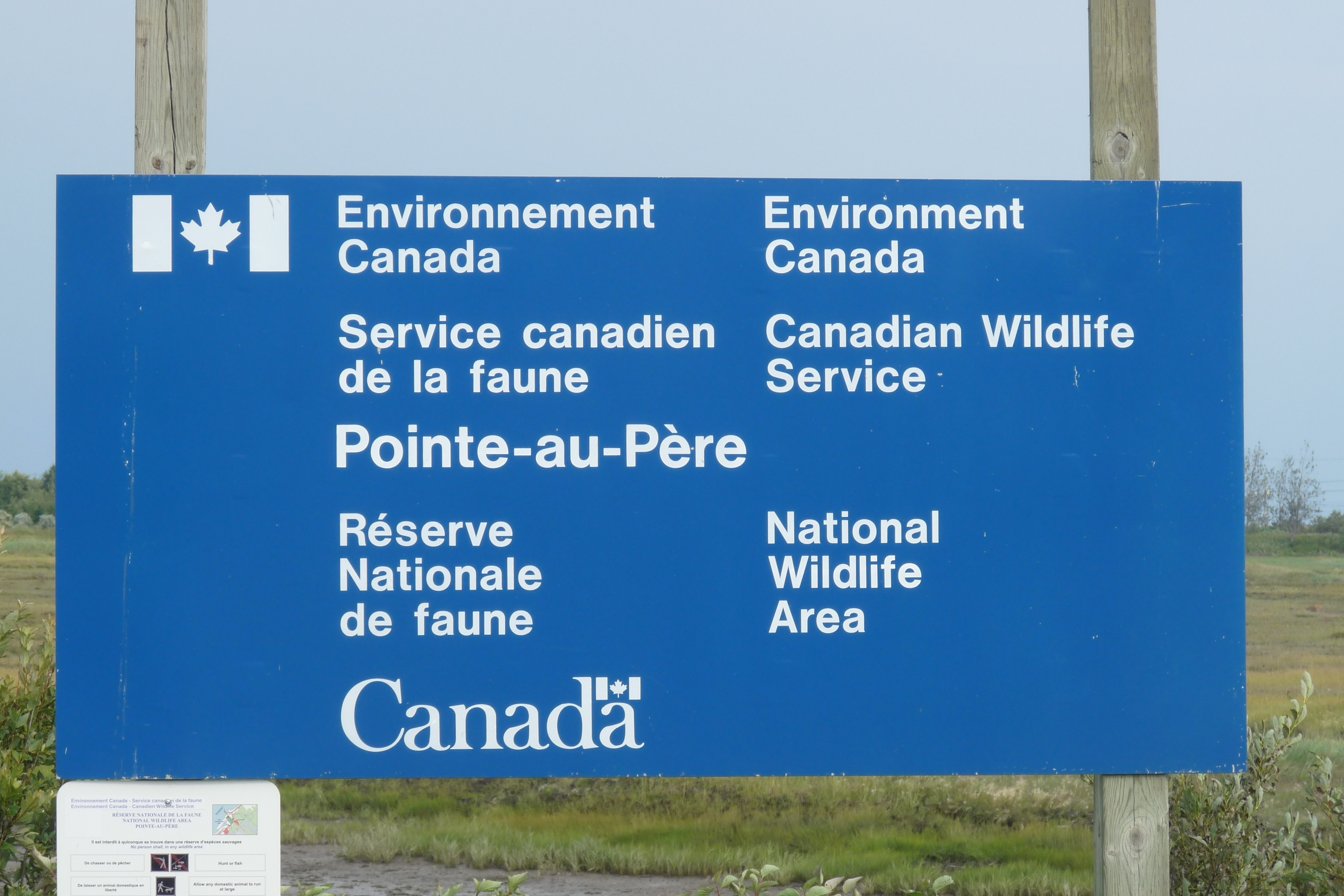
Panneau indiquant la limite de la réserve nationale de faune de Pointe-au-Père.

La réserve est administrée par le Service canadien de la faune, une division d'Environnement Canada. La plus importante infrastructure dédiée au tourisme dans la réserve est un sentier de 500 m et les seules activités permises sont la randonnée pédestre, l'observation de la nature et la photographie. L'accès n'est autorisé que dans les zones aménagées à cette fin. Une halte et des panneaux d'interprétation sur la biologie marine ont été installés dans le secteur nord de la réserve en 2012 afin de « sensibiliser les visiteurs à la fragilité du milieu et réduire le dérangement des oiseaux par les kayakistes et les randonneurs ».